# Брейден (Теннессі)
Брейден (англ. Braden) — місто (англ. town) в США, в окрузі Файєтт штату Теннессі. Населення — 255 осіб (2020).

## Географія
Брейден розташований за координатами 35°22′6″ пн. ш. 89°34′17″ зх. д. / 35.36833° пн. ш. 89.57139° зх. д. (35.368448, -89.571442).  За даними Бюро перепису населення США в 2010 році місто мало площу 9,93 км², уся площа — суходіл.

## Демографія
Згідно з переписом 2010 року, у місті мешкали 282 особи в 121 домогосподарстві у складі 85 родин. Густота населення становила 28 осіб/км².  Було 132 помешкання (13/км²).
Расовий склад населення:
| - 88,3 % — білих - 10,6 % — чорних або афроамериканців - 0,7 % — азіатів |

До двох чи більше рас належало 0,4 %. Частка іспаномовних становила 1,8 % від усіх жителів.
За віковим діапазоном населення розподілялося таким чином: 16,3 % — особи молодші 18 років, 64,9 % — особи у віці 18—64 років, 18,8 % — особи у віці 65 років та старші. Медіана віку мешканця становила 48,2 року. На 100 осіб жіночої статі у місті припадало 107,4 чоловіків;  на 100 жінок у віці від 18 років та старших — 107,0 чоловіків також старших 18 років.
Середній дохід на одне домашнє господарство  становив 67 861 долар США (медіана — 51 964), а середній дохід на одну сім'ю — 82 078 доларів (медіана — 59 000). Медіана доходів становила 36 250 доларів для чоловіків та 38 125 доларів для жінок. За межею бідності перебувало 0,8 % осіб, у тому числі 0,0 % дітей у віці до 18 років та 0,0 % осіб у віці 65 років та старших.
Цивільне працевлаштоване населення становило 122 особи. Основні галузі зайнятості: науковці, спеціалісти, менеджери — 20,5 %, освіта, охорона здоров'я та соціальна допомога — 18,0 %, роздрібна торгівля — 12,3 %, будівництво — 10,7 %.